# Dorcadion neilense
Dorcadion neilense là một loài bọ cánh cứng trong họ Cerambycidae.